# Agabus discicollis
Agabus discicollis е вид бръмбар от семейство Dytiscidae. Видът е застрашен от изчезване.

## Разпространение
Разпространен е в Етиопия.